# 弗隆纳塞特伦站
弗隆纳塞特伦站（挪威語：Frognerseteren Stasjon）是奥斯陆地铁Holmenkollen线的终点站，坐落于奥斯陆Marka。车站是沃克森库伦站的下一站。通向弗隆纳塞特伦站的线路于1916年5月16日开通。车站拥有两个站台。与Holmenkollen线上的其他车站一样，站台只能容纳两节编组的列车。车站的高度为高于海平面469米，是奥斯陆地铁中海拔最高的车站。
弗隆纳塞特伦站周边地区人口稀少，但是以娱乐闻名。车站周边拥有一个餐厅、一条登山径，并在冬天可以滑雪。Tryvannstårnet亦在步行距离内，但离沃克森库伦站稍近。

## 名称
弗隆纳塞特伦最早是Frogner Manor的山上奶制品农场（挪威語：seter）。